# サバクゴファーガメ
サバクゴファーガメ（学名：Gopherus agassizii）は、リクガメ科ゴファーガメ属に分類されるカメ。

## 分布
アメリカ合衆国（アリゾナ州、カリフォルニア州南部、ネバダ州、ユタ州）、メキシコ（シナロア州、ソノラ州）

## 形態
最大甲長38センチメートル。背甲の甲板は成長輪が明瞭。椎甲板は第5椎甲板が最も幅広い。後部縁甲板の外縁は鋸状に尖る。背甲や腹甲の色彩は黄褐色や暗褐色、黒で、孵化直後からある甲板（初生甲板）周辺は黄色や橙色。腋下甲板は左右に1枚ずつある。
前肢の第1指の爪から第3指の爪までの間隔は、後肢の第1趾の爪から第3趾の爪までの間隔と等しい。頭部の色彩は黄褐色の個体が多いが、赤褐色の個体もいる。

## 生態
標高1,000メートル以下にある基底が砂や砂礫の砂漠内の扇状地、枯れた河川、峡谷などに生息する。土手などの周囲よりやや高い場所に長さ2.4-4.6メートルの水平の穴、もしくは深さ約1メートルの傾斜した穴を掘り生活する。昼間や夜間は巣穴の中で生活する。年間を通して12-25個の巣穴を使用するが、複数個体が同じ巣穴に同時に同居する事はないが別々の時期に共有することはある。夏季や冬季になると深い巣穴の中で休眠する。
食性は植物食で、草、低木の花、多肉植物などを食べる。
繁殖形態は卵生。繁殖期になるとオスは臭線から匂いを出しメスを誘き寄せる。5-7月に1回に4-6個の卵を年に1-3回に分けて産む。卵は90-120日で孵化する。

## 人間との関係
カリフォルニア州の州爬虫類に指定されている。
開発や放牧による生息地の破壊、交通事故、ペット用の採集などにより生息数が減少している。生息地では法的に保護の対象とされ、殺傷や採集、輸出が厳しく制限されているが密猟されることもある。飼育下繁殖させた個体を再導入する試みが進められているが、再導入した個体に由来すると考えられている呼吸器系への重篤な感染症の蔓延が問題となっている。